# Steaua KEȚ
Steaua KEȚ (rusă Звезда КЭЦ) este un roman științifico-fantastic de Aleksandr Beleaev. Romanul a fost scris și tipărit în 1936 și publicat pentru prima oară în revista Vokrug sveta (nr. 2-11/1936). Aceasta este una dintre primele lucrări ale ficțiunii sovietice despre explorarea spațiului cosmic. Romanul este dedicat lui Konstantin Eduardovici Țiolkovski, ale cărui inițiale au devenit numele stației spațiale orbitale.

## Fundal
În 1935-1938, Beleaev a locuit cu familia sa în Leningrad. Boala sa a progresat și pentru o lungă perioadă de timp nu s-a dat jos din pat. În 1936, s-a dus la tratament în Ievpatoria, Crimeea. Cu toate acestea, fiind într-o astfel de stare, el a scris despre univers: astfel au apărut romanele Steaua KEȚ și Săritura în neant - unele din primele opere SF sovietice despre explorarea spațiului (ambele dedicate lui Țiolkovski).

## Traduceri în limba română
- Steaua KEȚ (1936), traducere de M. Cardaș și V. Bîrlădeanu. Publicat în  Aleksandr Beleaev - Steaua KEȚ, Opere alese II, Editura Tineretului, București, 1963.

## Legături externe
- Steaua KEȚ la fantlab.ru

## Vezi și
- 1936 în literatură
- Lista volumelor publicate în Colecția SF (Editura Tineretului)
- Opowieści o pilocie Pirxie (Povestiri ale pilotului Pirx) de Stanisław Lem -  colecție de povestiri SF asemănătoare ca temă